# Álvaro Pérez Vázquez
Álvaro Pérez Vázquez (Mondoñedo, provincia de Lugo, España, 30 de marzo de 1916 - 27 de octubre de 1997 Valencia, España) fue un futbolista y entrenador español. Jugó de defensa central donde destacó en el Valencia Club de Fútbol donde jugó once temporadas consecutivas (1939-1950) en Primera División de España. Fue convocado en una ocasión con la selección española pero no llegó a debutar.

## Trayectoria
Jugó en el equipo franquista del Recuperación de Levante, que era un batallón cuya faena era ir por el campo recuperando piezas de aviones caídos y camiones rotos para repararlos en la zona levantina. El batallón formó un equipo de fútbol que jugó varios partidos por la zona valenciana. Así es como Luis Colina, director deportivo del Valencia Club de Fútbol, tras ver partidos del Recuperación de Levante, llevó al club valencianista a varios de sus componentes como Mundo, Poli, Botana o el propio Álvaro.
En el Valencia marcó época en la zaga, está considerado entre los 20 mejores defensas centrales de la historia del club ché. Ganó tres Ligas, dos Copas y una Copa Eva Duarte. Además estuvo convocado en un partido con la selección española contra Suiza en Mestalla, pero no llegó a debutar. Se retiró como jugador en el Hércules Club de Fútbol en Segunda división.
Posteriormente tuvo una trayectoria como entrenador de diferentes equipos españoles como Granada, Levante, Hércules, Córdoba, Oviedo, o el equipo de su pueblo Mondoñedo.

## Clubes

### Como jugador
| Club                    | País   | Periodo   |
| ----------------------- | ------ | --------- |
| Recuperación de Levante | España | 1939      |
| Valencia C. F.          | España | 1939-1950 |
| Hércules C. F.          | España | 1950-1953 |

### Como entrenador
| Club            | País   | Periodo   |                          |
| --------------- | ------ | --------- | ------------------------ |
| Mondoñedo F. C. | España |           |                          |
| Granada C. F.   | España | 1955-1957 |                          |
| Levante U. D.   | España | 1957-1959 |                          |
| Hércules C. F.  | España | 1959-1960 |                          |
| Córdoba C. F.   | España | 1960-1961 |                          |
| Real Oviedo     | España | 1961-1962 |                          |
| Granada C. F.   | España | 1962-1963 |                          |
| Levante U. D.   | España | 1967-1968 |                          |
| Hércules C. F.  | España | 1968-1969 | 72-73 /73-74 A.D. Hellín |